# ドラムステップ
ドラムステップ（英: Drumstep）は、ドラムンベースのジャンルの内の1つ。テンポは160BPM以上で、ドラムンベース特有の疾走感とドラムパターンにワブルベースやレーザーシンセを合わせたものである。
ドラムパターンは基本的には1拍目表、3拍目裏にキック、2拍目、4拍目にスネアが基本となるが、ブロステップ要素を強くして1拍目にキック、3拍目にスネアをベースにすることもある。
スネアはブロステップのように200Hz付近が強調されたスネアや、ドラムンベースでよくあるようなスネアが使われる。

## 概要
ドラムステップは比較的新しいジャンルで、ヨーロッパやアメリカで人気である。
名前の通りドラムンベースにブロステップの要素を取り入れたものである。
ドラムンベースとブロステップの取り入れる割合は様々でドラムンベースにワブルベースを取り入れただけのものもあれば、ドラムパターンやスネアまでブロステップのようになっているものもある。
同じワブルベースを使うダンスミュージックであるダブステップはUKガラージ寄りだが、ドラムステップはドラムンベース寄りである。
日本ではまだマイナーなジャンルだが、音楽ゲームなどで少しずつ認知されるようになってきている。
現在はBanvoxのLazerなどにより認知が広がっている。

## 主なアーティスト
- Banvox
- Knife Party
- Netsky
- Zomboy
- かめりあ
- シシド・カフカ
- C-Show